# جيرمين لويس (لاعب كرة قدم أمريكية)
جيرمين لويس (بالإنجليزية: Jermaine Lewis)‏ هو لاعب كرة قدم أمريكية أمريكي، ولد في 16 أكتوبر 1974 في Lanham, Maryland ‏ في الولايات المتحدة.

## وصلات خارجية
- جيرمين لويس على موقع مرجع كرة القدم المحترفة.كوم (الإنجليزية)